# 塞巴斯蒂安·托尔曼
塞巴斯蒂安·托尔曼（德語：Sebastian Thormann，1976年2月21日—），德国男子赛艇运动员。他曾代表德国参加世界赛艇锦标赛，获得一枚金牌、一枚银牌和一枚铜牌。他也曾参加2004年夏季奥运会。